# Cleidogona forficula
Cleidogona forficula är en mångfotingart som beskrevs av Shear 1972. Cleidogona forficula ingår i släktet Cleidogona och familjen Cleidogonidae. Inga underarter finns listade i Catalogue of Life.